# Zale obliqua
Zale obliqua là một loài bướm đêm trong họ Erebidae.